# Want Ya!
Want Ya! (George Samuelson/Darin Zanyar/Tomas Granlind) är Darins internationellt sett mest framgångsrika låt. Förutom en 4:e plats på de svenska listorna och höga placeringar i samtliga Nordiska länder är låten inspelad av andra internationella artister som japanska W-inds, tyska Part Six och Israels Daniel Silberstein.